# Larinho
Larinho ist eine Gemeinde (Freguesia) im portugiesischen Kreis Torre de Moncorvo. In ihr lebten 327 Einwohner (Stand 19. April 2021).